# Municipio de Fulton (Carolina del Norte)
El municipio de Fulton (en inglés: Fulton Township) es un municipio ubicado en el  condado de Davie en el estado estadounidense de Carolina del Norte. En el año 2010 tenía una población de 2.281 habitantes.

## Geografía
El municipio de Fulton se encuentra ubicado en las coordenadas 35°55′45.34″N 80°34′1.12″O / 35.9292611, -80.5669778.